# SN 2007ph
SN 2007ph – supernowa typu Ia odkryta 30 października 2007 roku w galaktyce A205113-0057. W momencie odkrycia miała maksymalną jasność 21,50m.